# Championnats d'Europe de lutte 1930
Navigation
Édition précédente Édition suivante
Les Championnats d'Europe de lutte 1930 se sont tenus à Stockholm (Suède) en mars 1930 pour la lutte gréco-romaine et à Bruxelles (Belgique) en mai 1930 pour la lutte libre.

## Podiums

### Hommes

#### Lutte gréco-romaine
| Catégories | Or                       | Argent                | Bronze                |
| ---------- | ------------------------ | --------------------- | --------------------- |
| 56 kg      | Herman Tuvesson (SWE)    | Jakob Brendel (GER)   | Lászlo Szekfü (HUN)   |
| 61 kg      | Kustaa Pihlajamäki (FIN) | Sven Martinsen (NOR)  | Ödön Zombori (HUN)    |
| 66 kg      | Erik Malmberg (SWE)      | Voldemar Väli (EST)   | Károly Kárpáti (HUN)  |
| 72 kg      | Mikko Nordling (FIN)     | Gyula Zombori (HUN)   | Jean Földeák (GER)    |
| 79 kg      | Väinö Kokkinen (FIN)     | Ivar Johansson (SWE)  | Karl Kullisaar (EST)  |
| 87 kg      | Carl Westergren (SWE)    | Einar Hansen (DEN)    | Edil Rosenqvist (FIN) |
| +87 kg     | Johan Richthoff (SWE)    | Hjalmar Nyström (FIN) | Georg Gehring (GER)   |

#### Lutte libre
| Catégories | Or                        | Argent                       | Bronze               |
| ---------- | ------------------------- | ---------------------------- | -------------------- |
| 56 kg      | Piet Mollin (BEL)         | Pál Gyarmati (HUN)           | John Björesson (SWE) |
| 61 kg      | Jozsef Tasnadi (HUN)      | François Van Langehove (BEL) | Jean Chasson (FRA)   |
| 66 kg      | Károly Kárpáti (HUN)      | Englebert Mollin (BEL)       | Erik Malmberg (SWE)  |
| 72 kg      | Hyacinthe Roosen (BEL)    | Fritz Käsermann (SUI)        | Algot Malmberg (SWE) |
| 79 kg      | Hermann Gehri (SUI)       | Nils Landberg (SWE)          | Émile Poilvé (FRA)   |
| 87 kg      | Sanfried Söderqvist (SWE) | Bernard Deferm (BEL)         | Van der Sipp (FRA)   |
| +87 kg     | Johan Richthoff (SWE)     | Léon Charlier (BEL)          |                      |